# Bierzglin
Bierzglin (prononciation : [ˈbjɛʐɡlin], en allemand : Raymannsruh) est un village polonais de la gmina de Września dans le powiat de Września de la voïvodie de Grande-Pologne dans le centre-ouest de la Pologne.
Il se situe à environ 4 kilomètres au sud-est de Września (siège de la gmina et du powiat) et à 50 kilomètres à l'est de Poznań (capitale régionale).
Le village possède une population de 456 habitants en 2006.

## Histoire
De 1975 à 1998, le village faisait partie du territoire de la voïvodie de Poznań.

Depuis 1999, Bierzglin est situé dans la voïvodie de Grande-Pologne.